# سدادة قطنية (تامبون)

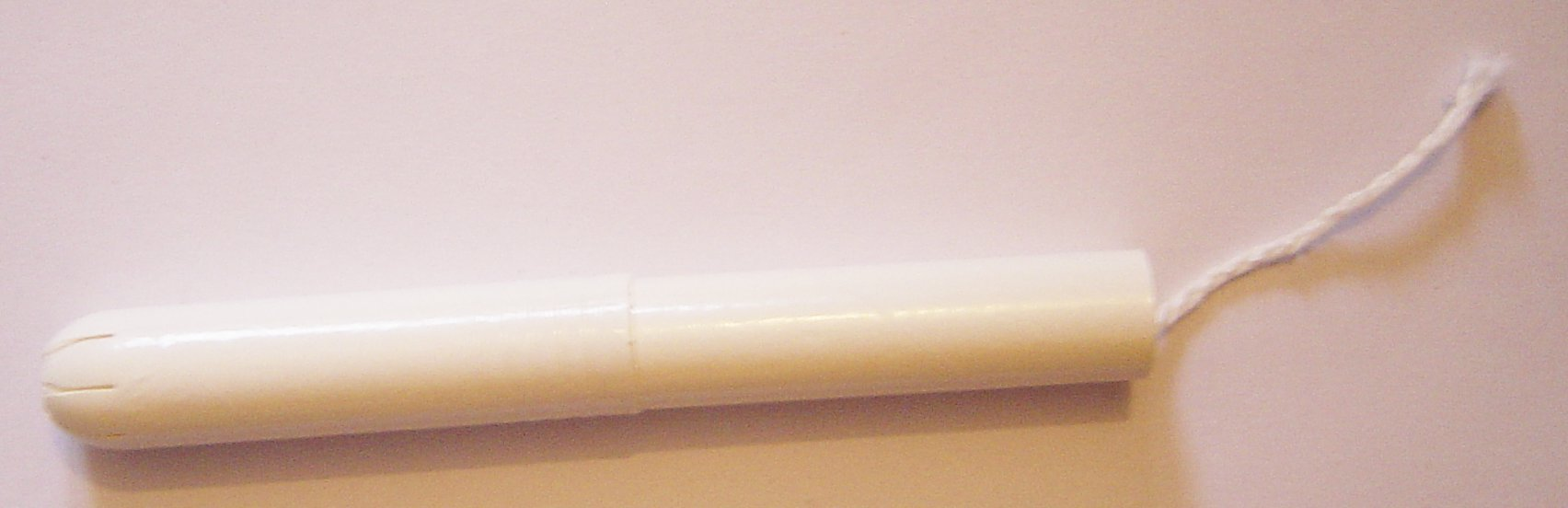
التامبون المزّود بالأنبوب

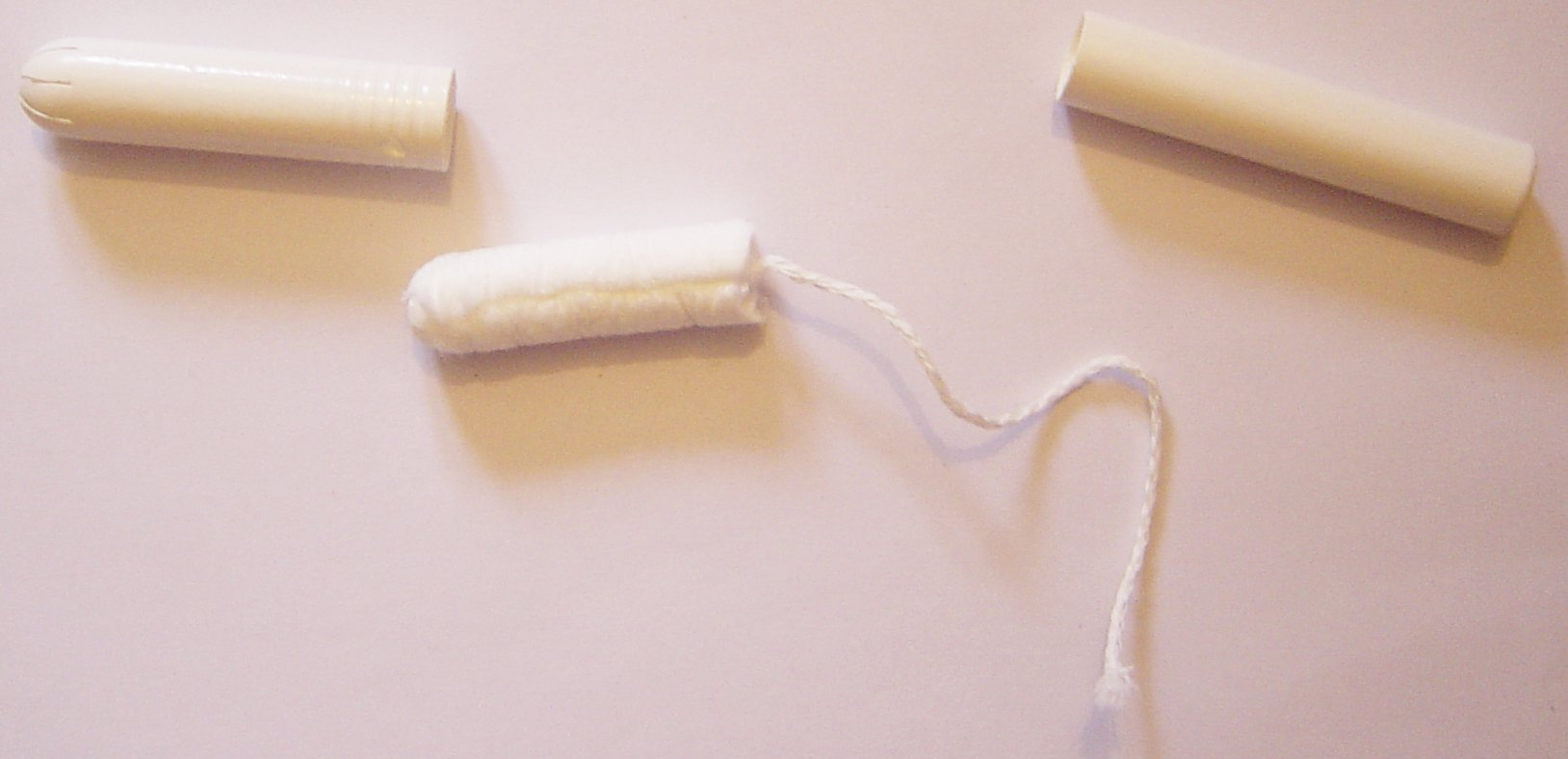
أنواع السدادات القطنية:ناحية الشمال: أنبوب أكبر، في الوسط: تامبون من القطن مع فتيل. ناحية اليمين: أنبوب أضيق.)

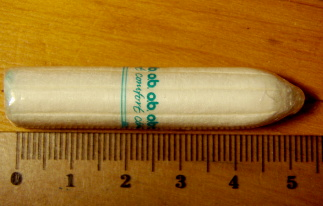
السدادة القطنية الرقمية(دون أنبوب)

السدادة القطنية أو دارئ أو منظم أو دحسة أو دكة هي مادة ماصة، تستخدم كمنتج خاص بنظافة النساء، ويرجع أصل كلمة «تامبون Tampon» إلى اللغة الفرنسية في العصور الوسطى وتعني قطعة من القماش لتغطي حفرة أو لتسد فتحة، حاليًا تُصمم السدادت القطنية لتدخل بسهولة في المهبل أثناء الحيض ولأمتصاص تدفق الطمث، أقرت بلدان عدة باستخدام السدادت القطنية كأداة طبية، ففي الولايات المتحدة اعتبرت إدارة الغذاء والدواء السدادة القطنية كأداة طبية من الدرجة الثانية، كما تستخدم في عملية الإرقاء (أي وقف حالات نزف الدم) أثناء العمليات الجراحية.

## تاريخها
استخدمت النساء التامبون منذ الأف السنين، كما تقول نانسي فريدمان في كتابها (Everything You Must Know About Tampons،1981):
وعرف R.G السدادة القطنية عام 1860:«ويعتبر التعريف الأقل أناقة لكلمة سدادة حيث وصفها بالأداة المصنوع من قطعة قماش أو إسفنج أو حرير، تدخل في المهبل للمساعدة في وقف النزف.»   
حصل الدكتور إيرل هاس على براءة اختراع التامبون الحديث، حيث اشترت شركة جيرترود تيندريتش حقوق ملكية المنتج واصبح كعلامة تجارية بأسم (تامبكس) لشركتها، وظفت شركة جيرتيرتش نساء لتصنيع هذا المنتج، ومندوبين لتسويق المنتج في الصيدليات بكولورادو ووايومنغ وممرضات لتقديم محاضرات عامة عن فوائد هذا المنتج الجديد، كان لها أيضا دور فعال في تأسيس بعض الصحف لنشر الأعلانات والترويج. 
طورت الدكتورة جوديت إيسرميتاج، دكتورة أمراض نساء، تامبون رقمي يُدخل  بدون أي أنبوب، وذلك أثناء دراستها لتشريح جسم الأنثى، وفي أواخر الاربعينيات قام الدكتور كارل هان مع هينز ميتاج بعملية إنتاج ضخمة لهذا النوع من السدادات القطنية، وقد باع الدكتور هات شركته لجونسون آند جونسون في عام 1974. 

## الضرائب
وقد نشرت العديد من التصريحات السياسية حول استخدام السدادة القطنية، ففي عام 2000 تم فرض نسبة 10% ضريبة سلع وخدمات في أستراليا عليه، بينما أعفيت العديد من الأدوات الطبية من الضرائب حيث اُعتبرت أساسية في الأستخدام ومنها: الواقي الذكري، مزلق والحفاضات (فوط صحية). وقبل أن تطبق السلعو والخدمات ضريبة على السدادت القطنية (التامبون)، فرضت عدة دول ضريبة رفاهيات بسعر أعلى من مؤسسة السلع والخدمات. وقد تم رفع عريضة مثل «الغو ضريبة السدادة قطنية» لمعارضة هذه الضريبة، ولكن لم يحدث تغيير. 
في المملكة المتحدة، تم تقليل ضريبة القيمة الإضافية إلى 5%، على عكس الضرائب المعتادة بقيمة 20% والتي تفرض على معظم المنتجات المباعة داخل الدولة. ووقعت عريضة لألغاء الضريبة تماما من على السدادات القطنية بأكثر من 125.000 توقيع. أشارت العريضة إلى أنه ليس هناك ضرائب على اللحوم مجهولة المصدر، ولكن لوحظ أن هناك 20% على ورق الحمامات ومعجون الأسنان. وقد وافق رئيس الوزراءديفيد كامرون على العريضة حيث قال:«أتمنى أن نتخلص من ذلك.... هناك مشكلة في التخلص من الضرائب المضافة على الحالات الفردية بسبب الطريقة التي تُحسب بها في أوروبا.» التغيرات في تشريعات قانون الأمم المتحدة مطلوبة لتغير معدل الضرائب ولكنها ستتطلب موافقة كل أعضاء الأتحاد ال27. 

## التصميم والتعبئة
تختلف تصاميم التامبون بين الشركات وخطوط الانتاج لتوفر العديد من الأنابيب، المواد والقطع الامتصاصية. فالأنابيب يمكن أن تكون مصنوعة من البلاستيك أو الورق المقوي على هيئة حقنة. يتكون الأنبوب من جزئين الجزء الخارجي والجزء الداخلي، حيث الجزء الخارجي عبارة عن أنبوب ذا سطح أملس ليساعد في عملية الدخول وأحيانًا يأتي بنهاية مدورة على هيئة بتلات.
إن الاختلافان الأساسيان في الطريق التي يتمدد بها التامبون عند الاستخدام؛ يتوسع قضيب التامبون عمومًا بصورة محورية (زيادة في الطول)، في حين التامبون الرقمي يتوسع بصورة شعاعية (الزيادة في القطر). معظم السدادت القطنية تحتوي على خيط للإزالة. ويصنع أغلبية السدادات القطنية من حرير الرايون أو خليط من حرير الرايون والقطن. أما السدادات القطنية العضوية فتحتوي على 100% قطن فقط.

## قوة الامتصاص
[[./File:Tamponlable.jpg]]

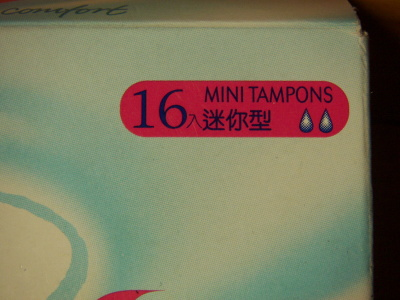
نقطتان تعني أن قوة الأمتصاص بين 6 إلى 9 جم.

تتوافر السدادات القطنية بدرجة امتصاص متفاوتة في أغلبية مصانع الولايات المتحدة.درجة امتصاص خفيفة: 6 جم وأقل. امتصاص عادي: 6 إلى 9 جم. امتصاص قوي: 9 إلى 12 جم. امتصاص بقوة مضاعفة: 12 إلى 15 جم فائق الامتصاص: 15 إلى 18 جم.
- درجة امتصاص خفيفة: 6 جم وأقل.
- امتصاص عادي: 6 إلى 9 جم.
- امتصاص قوي: 9 إلى 12 جم.
- امتصاص بقوة مضاعفة: 12 إلى 15 جم
- فائق الامتصاص: 15 إلى 18 جم.

 تدخل قطعة من معدات التجريب على هيئة حقنة إلى مهبل صناعي  قصير لقياس درجة الامتصاص.  تستخدم الآلة واقي ذكري ويدخل حيثما يدخل التامبون ويتغذى سائل المهبل الصناعي  في غرفة الاختبار.

## متلازمة الصدمة التسممية
ساعد الدكتور فيليب م. تيرنو، مدير قسم علم الأحياء الدقيقة وعلم المناعة في مركز NYU Langone   الطبي، في إثبات أن التامبون سبب لحدوث حالات متلازمة الصدمة التسممية  في بداية الثمانينيات.
ألقي تيرنو اللوم على إدخال (تصنيع) سدادات قطنية عالية الأمتصاص في عام 1978، بالأضافة إلى قرار المصانع الحالي بتزكية ارتداء السدادت القطنية أثناء النوم وكل ذلك بسبب ازدياد متلازمة الصدمة التسممية. مؤخرا كشف تحليل تلوي أن درجة الأمتصاص والتركيبات الكيميائية في التامبون ليست متعلقة بشكل مباشر في حدوث متلازمة الصدمة التسممية، حيث أن عناصر الأكسجين وثاني أكسد الكربون ترتبطان بقوة.
.
إقترحت إدارة الغذاء والدواء الأمريكية النقاط التالية لتقليل خطر الأصابة بمتلازمة الصدمة التسممية: 
- إتباع التعليمات المكتوبة على العبوة للإدخال.
- إختاري أقل درجة امتصاص للتدفق.
- ينصح باستخدام السدادات المصنوعة من القطن أو من القماش عن المصنوعة من الرايون.
- إستبدلي السدداة على الأقل كل أربعأو ستة ساعات.
- إستبدلي من حين لأخر التامبون
- تجنبي استعمال التامبون أثناء الليل أو عند النوم.
- زيادة ال توعية الخاصة بعلامات الإصابة بمتلازمة الصدمة التسممية والمخاطر الصحية التي يسببها التامبون.

يُقال إن حالات الأصابة بمتلازمة الصدمة التسممية في الولايات المتحدة نادرة.
أعتبر الإسفنج البحري كمنتجات النظافة للطمث. وكشفت دراسة في عام 1980 في جامعة آيوا أن الإسفنج البحري المباع تجاريا يحتوي على رمل، الحصى والبكتريا. من هنا يمكن أن يكون إسفنج البحر مسبب لمتلازمة الصدمة التسممية.

## الاستخدام الطبي
تستخدم السدادة القطنية حاليًا وتجرب للحفاظ على البكتريا الطبيعية في المهبل لعلاج التهاب المهبل البكتيري. بعض هذه المنتجات متاحة للناس لكن مع إخلاء الشركة مسؤوليتها عند الاستخدام، حيث لم تُحدد مدى فاعلية تلك السدادت القطنية الغنية بالبروبيوتيك.